# Rafał Skrzynecki
Rafał Szymon Skrzynecki (ur. 20 października 1714 w Goszczanowie, zm. 1788 r. w Kaliszu) – jezuita, historyk, polonista, tłumacz, rektor kolegium jezuitów w Krośnie w 1767, autor dzieł historycznych.

## Życiorys
Wstąpił do nowicjatu Towarzystwa Jezusowego w Krakowie w 1732 r. Uczył się w Jarosławiu, Ostrogu, Stanisławowie, Brześciu n. Bugiem i Lublinie, gdzie w latach 1741-1746 studiował teologię. W 1745 r. przyjął święcenia kapłańskie.
W 1747 r. rozpoczął nauczanie w szkołach wyższych. Wykładał w Poznaniu, Ostrogu i Krakowie. Od 1753 r. uczył teologii w kolegium jezuitów w Lublinie. Przez rok kierował tu kolegium i prowadził jego kronikę. W 1765 r. przeszedł do administracji jako doradca prowincjała wielkopolskiego, rezydującego w Krakowie. Po 1756 r. wykładał w Kaliszu i Poznaniu. W 1767 r. objął urząd rektora kolegium w Krośnie, a w rok później – rektora nowicjatu w Krakowie. Od 1772 r. był rektorem kolegium w Krakowie, gdzie zastała go kasata zakonu.
Opracował dzieła historyczne o początkach działalności zakonu jezuitów w Polsce. Ostatnie lata życia poświęcił pisarstwu i przekładom z łaciny.
Wydał drukiem Żywot wielebnego księdza Wojciecha Męcińskiego (Kalisz 1781), kilka tłumaczeń, m.in. Listy św. Franciszka Ksawerego (Kalisz 1777-1778), a w rękopisie pozostawił cenne dzieło historyczne o początkach zakonu jezuitów w Polsce Provinciae Poloniae SJ ortus et progressus (Biblioteka Ossolińskich).